# Psyllaphycus diaphorinae
Psyllaphycus diaphorinae är en stekelart som beskrevs av Hayat 1972. Psyllaphycus diaphorinae ingår i släktet Psyllaphycus och familjen sköldlussteklar. Inga underarter finns listade i Catalogue of Life.